# هيام طعمة
هيام طعمة (18 أغسطس 1961 - 31 مايو 2020)، ممثلة ومغنية سورية. ولدت في حلب، تخرجت في دار المعلمات في سوريا وحصلت على شهادة عليا في التربية وعلم نفس الأطفال من باريس وعملت في التدريس، اشتركت مع دريد لحام في مسرحية كاسك يا وطن واتجهت إلى الغناء، كما مثلت في السينما في العديد من الأفلام والتي لا تخلو من أدوارها من الإغراء، اختفت بهدوء عن الفن مع نهاية تسعينات القرن العشرين.

## أعمالها

### في التلفزيون
- السندريلا.
- الذئب.
- الغفران.
- جريمة لم ترتكب - سهرة تلفزيونية.
- جمال الدين الأفغاني.

### في السينما
- غريب في الميناء.
- هي والعملاق.
- وتمت أقواله.
- انتبهوا أيها الأزواج.
- عائلة مشاغبة جدًا.
- انا والعذراء والجدي.
- يحكي أن.
- الشاويش حسن.
- إضراب المجانين.

## وفاتها
توفيت في 31 مايو 2020 بعد صراع مع مرض السرطان أثناء إقامتها في هولندا عن عمر ناهز الـ 58.

## روابط خارجية
- هيام طعمة على موقع قاعدة بيانات الأفلام العربية